# Nathalie Aeschbacher
Nathalie Aeschbacher (* 11. Juli 1986 in Zürich) ist eine Schweizer Politikerin (GLP). Seit 2019 ist sie Mitglied des Zürcher Kantonsrats.

## Leben
Nathalie Aeschbacher wuchs in der Stadt Zürich auf. Sie besuchte die Kantonsschule Rämibühl und studierte anschliessend Architektur an der ETH Zürich. Seit 2022 studiert sie berufsbegleitend am Institut für Angewandte Ethik der Universität Zürich. Sie lebt in Zürich und arbeitet unter anderem als Projektleiterin und Bauherrenvertreterin für die Reformierte Kirchgemeinde Zürich. Sie ist Mitglied der Schulkommission des Liceo Artistico.

## Politik
Nathalie Aeschbacher war von 2016 bis 2021 Vizepräsidentin der glp Frauen Schweiz, von 2017 bis 2021 Vorstandsmitglied der GLP der Stadt Zürich. Seit 2019 vertritt sie die GLP der Kreise 7 und 8 (Riesbach) der Stadt Zürich im Zürcher Kantonsrat. Von 2020 bis 2023 gehörte sie der Aufsichtskommission Bildung und Gesundheit an; seit 2023 ist sie Mitglied der Kommission für Planung und Bau. Ausserdem ist sie Präsidentin der parlamentarischen Gruppe «Tierallianz Kantonsrat Zürich».